# Кіллдір (Північна Дакота)
Кіллдір (англ. Killdeer) — місто (англ. city) в США, в окрузі Данн штату Північна Дакота. Населення — 939 осіб (2020).

## Географія
Кіллдір розташований за координатами 47°22′0″ пн. ш. 102°45′13″ зх. д. / 47.36667° пн. ш. 102.75361° зх. д. (47.366773, -102.753602).  За даними Бюро перепису населення США в 2010 році місто мало площу 2,44 км², з яких 2,43 км² — суходіл та 0,01 км² — водойми.

## Демографія
Згідно з переписом 2010 року, у місті мешкала 751 особа в 310 домогосподарствах у складі 190 родин. Густота населення становила 307 осіб/км².  Було 342 помешкання (140/км²).
Расовий склад населення:
| - 93,3 % — білих - 3,6 % — корінних американців - 0,4 % — азіатів - 0,1 % — чорних або афроамериканців |

До двох чи більше рас належало 2,4 %. Частка іспаномовних становила 0,9 % від усіх жителів.
За віковим діапазоном населення розподілялося таким чином: 20,9 % — особи молодші 18 років, 55,7 % — особи у віці 18—64 років, 23,4 % — особи у віці 65 років та старші. Медіана віку мешканця становила 45,8 року. На 100 осіб жіночої статі у місті припадало 99,7 чоловіків;  на 100 жінок у віці від 18 років та старших — 92,9 чоловіків також старших 18 років.
Середній дохід на одне домашнє господарство  становив 94 794 долари США (медіана — 66 442), а середній дохід на одну сім'ю — 86 920 доларів (медіана — 70 278). За межею бідності перебувало 10,4 % осіб, у тому числі 18,2 % дітей у віці до 18 років та 4,1 % осіб у віці 65 років та старших.
Цивільне працевлаштоване населення становило 470 осіб. Основні галузі зайнятості: транспорт — 19,6 %, освіта, охорона здоров'я та соціальна допомога — 15,5 %, роздрібна торгівля — 15,1 %.